# Lactuca setosa
Lactuca setosa là một loài thực vật có hoa trong họ Cúc. Loài này được Stebbins ex C.Jeffrey mô tả khoa học đầu tiên năm 1966.